# Kindred (Passion Pit)
Kindred è il terzo album in studio del gruppo musicale statunitense Passion Pit, pubblicato nell'aprile 2015.

## Tracce
1. Lifted Up (1985) – 4:23
2. Whole Life Story – 3:18
3. Where the Sky Hangs – 3:50
4. All I Want – 3:26
5. Five Foot Ten (I) – 4:34
6. Dancing on the Grave – 3:28
7. Until We Can't (Let's Go) – 4:05
8. Looks Like Rain – 3:55
9. My Brother Taught Me How to Swim – 4:12
10. Ten Feet Tall (II) – 2:24